# Motorola
Motorola, Inc. byla nadnárodní telekomunikační společnost založená v Illinoisském Schaumburgu (USA). Po finančních ztrátách mezi lety 2007–2009, které dohromady přesáhly 4,3 miliardy, $ byla 4. ledna 2011 rozdělena do dvou samostatných veřejných společností, Motorola Mobility (v roce 2014 odkoupena společností Lenovo) a Motorola Solutions, jež je obecně považována za přímého nástupce Motorola, Inc.
Motorola vyráběla integrované elektronické obvody, mobilní telefony, terminály, vyvíjela bezdrátové sítě a další zařízení. Firma byla známa i svými procesory.
Kromě procesorů pro počítače vyráběla Motorola procesory pro PDA, čipsety, flash paměti, telekomunikační chipy, ale i kompletní komunikační zařízení jako mobilní telefony. Vyráběla (resp. upravovala) také protiradiolokační řízené střely vzduch-země AGM-122 Sidearm.

## Historie
Firma byla založena roku 1928 pod názvem Galvin Manufacturing Corporation v Chicagu ve státě Illinois. Prvním produktem bylo autorádio Motorola v roce 1930. V roce 1947 byl název společnosti změněn na Motorola. V roce 1949 firma otevřela výzkumné a vývojové centrum ve Phoenixu v Arizoně, které vybavila zařízením za 1,5 milionu dolarů, na němž od roku 1955 komerčně vyráběla tranzistory. První integrovaný obvod Motorola sestrojila v roce 1966 v Mese na předměstí Phoenixu. Na začátku roku 1970 Motorola zahájila projekt, v rámci kterého vyvinula svůj první mikroprocesor, MC6800. V roce 1973 oznámila firma plány na výstavbu nového závodu na výrobu integrovaných obvodů CMOS v Austinu v Texasu a v roce 1975 se vývojáři mikroprocesoru přesunuli z Mesy do Austinu. Tranzistory a integrované obvody používala firma Motorola jak ve vlastních zařízeních pro komunikaci, ve vojenských, automobilových i spotřebních výrobcích, tak je prodávala jiným společnostem. V 60. letech 20. století Motorola prodává celou řadu digitálních integrovaných obvodů pro počítače, zkušební zařízení a řízení průmyslové výroby. Od 70. let 20. století vyráběla Motorola LSI čipy technologií CMOS, procesory, polovodičové paměti a pomocné obvody pro kalkulačky, prodejní terminály a počítače. V roce 1973 Motorola dosáhla tržeb 1,2 miliardy dolarů a měla 64 000 zaměstnanců. Samotná divize polovodičů dosáhla tržeb 419 milionů dolarů a byla druhou největší polovodičovou firmou po Texas Instruments; společnost Intel založená v roce 1968 měla v roce 1973 tržby pouze 66 milionů.
V roce 1999 společnost Motorola založila dceřinou firmu ON Semiconductor se sídlem ve Phoenixu v Arizoně, která vyrábí vlastní analogové a digitální integrované obvody a tranzistorové aplikace.
Výroba mikroprocesorů byla v roce 2004 odštěpena do společnosti Freescale Semiconductor se sídlem v Austinu v Texasu. 
15. srpna 2011 oznámila společnost Google odkoupení celé divize Motorola Mobility, kterou později od Googlu v roce 2014 odkoupil čínský výrobce elektroniky Lenovo.

## Výroba mobilních telefonů
Motorola představila dne 21. září 1983 první mobilní telefon na světě pod názvem Motorola DynaTAC 8000X. Mezi zvlášť podařené modely značky patřil Motorola Moto G, Motorola Razr V3 a jeho vylepšený klon V3i. Tyto modely byly v prodeji natolik úspěšné, že se o napodobení jejich vzhledu snažilo mnoho ostatních výrobců telefonů. Pro mobilní telefony Motorola byl v posledních modelech samostatné značky Motorola Mobility typický ultratenký „žiletkovitý“ design.